# Hannover Scorpions
Die Hannover Scorpions waren ein Eishockeyclub aus Hannover, der von 1996 bis 2013 in der Deutschen Eishockey Liga (DEL) spielte.
Der Club wurde 1975 als ESC Wedemark gegründet. Die Wedemark Wildcats genannte erste Mannschaft qualifizierte sich 1996 für die DEL. Die Mannschaft wurde daraufhin aus dem ESC Wedemark ausgegliedert. Seit 1997 spielte der Club unter dem Namen Hannover Scorpions. 2001 erfolgte der Umzug in die niedersächsische Landeshauptstadt. 2013 wurde die Scorpions-GmbH einschließlich der DEL-Lizenz an die Schwenninger Wild Wings verkauft.
Der größte Erfolg des Clubs war die Deutsche Meisterschaft 2010. Zudem erreichte die Mannschaft 2001, 2006 und 2009 das Play-off-Halbfinale, sowie das Finale im DEB-Pokal 2009. Die Vereinsfarben der Hannover Scorpions waren rot und schwarz.
Der Name Hannover Scorpions wurde 2013 von einem Nachfolgeclub übernommen, der seitdem in der Oberliga Nord spielt. Bereits 2008 wurde in der Wedemark ein Nachfolgeverein des inzwischen aufgelösten ESC Wedemark gegründet, der den Namen ESC Wedemark Scorpions trägt, seit 2012 eine Seniorenmannschaft stellt und derzeit ebenfalls in der Oberliga Nord spielt. Zudem spielte auch die erste Mannschaft des EC Wedemark von 2009 bis 2012 unter dem Namen Wedemark Scorpions.

## Geschichte
| Saison  | Liga | Hauptrunde | Endrunde   |
| ------- | ---- | ---------- | ---------- |
| 1977/78 | RL   | 1. Platz   | –          |
| 1978/79 | RL   | 5. Platz   | –          |
| 1979/80 | RL   | 4. Platz   |            |
| 1980/81 | RL   | 6. Platz   |            |
| 1981/82 | RL   | 6. Platz   | –          |
| 1982/83 | RL   | 4. Platz   | –          |
| 1983/84 | RL   | 5. Platz   | 4. Platz ↑ |
| 1984/85 | RL   | 6. Platz   | –          |
| 1985/86 | RL   | 5. Platz   | –          |
| 1986/87 | RL   | 5. Platz   | 1. Platz ↓ |
| 1987/88 | RL   | 6. Platz   | 3. Platz ↓ |
| 1988/89 | RL   | 2. Platz   | 9. Platz ↑ |
| 1989/90 | RL   | 3. Platz   | 2. Platz ↓ |
| 1990/91 | RL   | 1. Platz   | 2. Platz ↑ |

↑ ↓ in der Auf- bzw. Abstiegsrunde der Regionalliga

### Die Anfänge des Eishockeys in der Wedemark (1973 bis 1991)
Die Geschichte der Scorpions begann in der Wedemark, einer Gemeinde 20 Kilometer nördlich von Hannover, wo im Jahre 1973 neben dem Freibad im Ortsteil Mellendorf eine Kunsteisbahn errichtet wurde. Allerdings war diese Eisfläche zunächst weder überdacht noch entsprach sie mit ihren 30 × 40 Metern den internationalen Maßen für Eishockeyspielfelder. Im Jahr 1975 wurde der ESC Wedemark gegründet, der zunächst in vier Abteilungen die Sportarten Eishockey, Eisstockschießen, Eiskunstlauf und Eistanz anbot. Ein Jahr später wurde die Eisfläche auf die Größe von 60 × 30 Meter vergrößert, sodass erstmals Eishockeyspiele auf ihr ausgetragen werden konnten, zusätzlich wurde das Eisfeld überdacht und erste Zuschauerränge errichtet. In der Saison 1977/78 nahm erstmals eine Herrenmannschaft des ESC am Spielbetrieb der Regionalliga Nord, der damals vierthöchsten deutschen Spielklasse, teil und gewann, auch mit der Hilfe des ehemaligen finnischen Nationalspielers Esko Kaonpää, gleich in der ersten Spielzeit die Meisterschaft der Liga.
Diesen Erfolg konnte das Team allerdings in den folgenden Jahren nicht wiederholen und belegte zumeist Plätze im Mittelfeld der Liga. In der Spielzeit 1983/84 traf der ESC Wedemark erstmals auf den Lokalrivalen EC Hannover, der im Jahr zuvor aus der Oberliga abgestiegen war. Zwar verloren die Wedemärker unter dem zu Beginn der Saison nach zwei Jahren beim EHC zum ESC Wedemark zurückgekehrten Trainer Sepp Sappl das erste Aufeinandertreffen im eigenen Stadion vor der damaligen Rekordkulisse von 1.200 Zuschauern mit 4:6, dennoch erreichte sowohl der ECH als Meister als auch der ESC als Fünfter die Relegationsrunde zur Oberliga Nord 1984/85. In der Teilnahme bei einer Aufstiegsrunde belegte der ESC Wedemark jedoch lediglich den vierten und damit letzten Platz, während der EC Hannover auf Grund eines Konkurses auf den Wiederaufstieg verzichtete.
Nach erneuten Platzierungen im Tabellenmittelfeld erreichte die Mannschaft erst 1989 unter dem neuen Spielertrainer Jari Pasanen wieder die Aufstiegsrunde zur Oberliga, in der sie jedoch zunächst nur den neunten und damit vorletzten Platz belegte. Auch im folgenden Jahr konnte der ESC das erklärte Ziel Aufstieg nicht erreichen und musste wie in vielen Jahren zuvor in der Relegationsrunde um den Verbleib in der Regionalliga spielen. Nach dem Einstieg des späteren Besitzers und Geldgebers Jochen Haselbacher in die Vereinsführung konnte 1991 die Meisterschaft der Regionalliga Nord nach teilweise deutlichen Siegen, wie einem 12:6 gegen den EC Wilhelmshaven, gewonnen werden. In der Aufstiegsrunde belegte der ESC Wedemark den zweiten Platz und stieg damit zum ersten Mal in seiner Vereinsgeschichte in die Oberliga auf.

### Etablierung als ernst zu nehmende Eishockeygröße (1991 bis 1996)
| Saison  | Liga    | Vorrunde | Endrunde | Play-offs    |
| ------- | ------- | -------- | -------- | ------------ |
| 1991/92 | OL      | 3. Platz | 5. Platz | –            |
| 1992/93 | OL      | 3. Platz | 2. Platz | –            |
| 1994/95 | 1. Liga | 3. Platz | 6. Platz | Achtelfinale |
| 1995/96 | 1. Liga | 1. Platz | 1. Platz | Meister      |

Nach dem vollständigen Übernahme der Vereinsgeschäfte durch die Familie Haselbacher wurde mit dem Kanadier Kevin Gaudet ein neuer Spielertrainer verpflichtet, mit dem der ESC im ersten Oberligajahr mit einem fünften Platz in der Endrunde der Klassenerhalt gefeiert werden. In der folgenden Spielzeit erreichte der ESC nach einem dritten Platz in der Vorrunde sowie mit der Hilfe von 179 Scorerpunkten durch den vor der Saison neuverpflichteten britisch-kanadischen Stürmers Joe West Platz zwei in der Endrunde und verpasste damit nur knapp den Aufstieg in die 2. Bundesliga. Dieser konnte 1994 erreicht werden, als die Mannschaft um den neuen Stürmer und späteren Nationalspieler Leonard Soccio, der gemeinsam mit West die Rekordmarke von 328 Scorerpunkten erzielte, nach einem ersten Platz in der Meisterrunde den Sprung in die 1994 als Unterbau der neu gegründeten Deutschen Eishockey Liga eingeführten zweigleisigen 1. Liga schaffte.
Zu Beginn der Saison 1994/95 wurde der Verein in ESC Wedemark Wildcats umbenannt. Neben namhaften Neuzugängen wie Jari Pasanen oder Dieter Reiss, gelang es Eigentümer Haselbacher zudem, den russischen Nationalspieler Wladimir Konstantinow aufgrund des Lockouts in der National Hockey League von den Detroit Red Wings für die Dauer des Spielerstreiks in Nordamerika nach Wedemark zu holen. Mit Platz vier in der Vorrunde erreichte der Aufsteiger daraufhin überraschend die Meisterrunde der 1. Liga, die auf dem sechsten Platz beendet wurde. Im anschließenden Play-off-Achtelfinale scheiterten die Wildcats jedoch am Heilbronner EC. Nachdem die Mannschaft in der Spielzeit 1995/96 sowohl die Vor- als auch die Meisterrunde auf dem ersten Platz beendet hatte, bestritt sie die Play-offs als Aufstiegsfavorit. Nach Siegen über den EHC Klostersee, den EV Landsberg und den EHC Freiburg erreichte der ESC Wedemark dort das Finale, in dem der EC Bad Tölz in drei Spielen bezwungen wurde.

### Aufnahme in die DEL und Umzug nach Hannover (1996 bis 2006)
| Saison  | Liga | Hauptrunde | Play-offs     |
| ------- | ---- | ---------- | ------------- |
| 1996/97 | DEL  | 14. Platz  | 3. Runde ↓    |
| 1997/98 | DEL  | 8. Platz   | Viertelfinale |
| 1998/99 | DEL  | 11. Platz  | –             |
| 1999/00 | DEL  | 9. Platz   | –             |
| 2000/01 | DEL  | 7. Platz   | Halbfinale    |
| 2001/02 | DEL  | 10. Platz  | –             |
| 2002/03 | DEL  | 10. Platz  | –             |
| 2003/04 | DEL  | 13. Platz  | 1. Runde ↓    |
| 2004/05 | DEL  | 12. Platz  | –             |
| 2005/06 | DEL  | 7. Platz   | Halbfinale    |

↓ Play-downs

Der Skorpion – seit 1996 Wappentier der Hannover Scorpions

Da der finanziell angeschlagene Nachbar EC Hannover auf seine DEL-Lizenz verzichtete, konnte der ESC Wedemark als Meister der 1. Liga den Platz in der ansonsten als geschlossene Liga ausgespielten DEL einnehmen. In die Saison 1996/97 startete die, wie bei Mannschaften in der DEL üblich, in eine Gesellschaft mit beschränkter Haftung ausgegliederte Profimannschaft unter dem neuen Namen Wedemark Scorpions, als Namenspate fungierte die Rockband Scorpions aus Hannover. Mit einem Etat von lediglich drei Millionen D-Mark belegte die Mannschaft zum Ende ihrer Premierensaison in der ersten Liga den 14. Tabellenplatz.
Zur Spielzeit 1997/98 wurde die Mannschaft vom auf nationaler Ebene unbekannten „Wedemark“ aufgrund der Nähe zur Landeshauptstadt in „Hannover Scorpions“ umbenannt. Vor der Saison transferierte die Vereinsspitze einige ehemalige NHL-Profis wie Troy Crowder, Gary Leeman, Jason Lafrenière, Mark Pederson oder Bryan Fogarty zu den Scorpions. Auch aufgrund dieser erfahrenen Spieler erreichte die Mannschaft erstmals die DEL-Play-offs, in denen die Scorpions allerdings nach vier Spielen im Viertelfinale an den Frankfurt Lions scheiterten. Zu Beginn der folgenden Spielzeit wurde der Kader punktuell durch bekannte Spieler wie beispielsweise den langjährigen NHL-Verteidiger Claudio Scremin ergänzt, allerdings verpasste die Mannschaft mit dem elften Tabellenplatz deutlich die Finalrunde.
In der Saison 2000/2001 gelang den Hannover Scorpions der bis dato größte Erfolg der Vereinsgeschichte, da sie nach einem Viertelfinalsieg über die favorisierten Kölner Haie erst im Play-off-Halbfinale gegen den späteren Meister Adler Mannheim ausschieden. Das Halbfinal-Heimspiel bestritt die Mannschaft dabei erstmals in der ausverkauften Preussag Arena, die seit 2005 den Namen TUI Arena trägt und zur EXPO 2000 auf dem Messegelände Hannover errichtet worden war. Mit Beginn der Spielzeit 2001/2002 zogen die Scorpions aus ihrer alten Heimat, dem Icehouse Mellendorf, in die neue Multifunktionshalle um. Im Gegensatz zum Vorjahr verfehlten sie mit einem zehnten Platz in der Vorrunde der Premierensaison im neuen Zuhause jedoch die Play-offs.
Vor der Saison 2003/04 kam es zum Streit zwischen Eigner Jochen Haselbacher und den Verantwortlichen der Arena, die mehr Professionalität und Mitspracherechte forderten, woraufhin die Scorpions zunächst nach Mellendorf zurückkehrten, bis sie drei Heimspiele im Dezember 2003 und im Januar 2004 in der Preussag Arena absolvieren mussten. Nach diesen Partien wurde vereinbart, dass die Scorpions auch ihre restlichen Heimspiele der Saison 2003/04 in der Arena austragen sollten. Sportlich entging die Mannschaft nach den in fünf Spielen gewonnenen Play-downs gegen die Wölfe Freiburg nur knapp dem Abstieg in die 2. Bundesliga.
Vor der Spielzeit 2004/05 wechselten die Scorpions den Eigner, da der langjährige Clubchef des ESC Wedemark, Jochen Haselbacher, die „Hannover Scorpions Eishockey Betriebs GmbH“ an den Bauunternehmer Günter Papenburg verkaufte. Da Papenburg zudem die Preussag Arena gehörte, konnte das Stadionproblem auf Dauer gelöst werden. Außerdem gingen die Scorpions vor dieser Spielzeit eine Kooperation mit dem Zweitligaclub REV Bremerhaven ein, da die Hannoveraner mit einem neuen Konzept verstärkt auf junge deutsche Spieler setzten, die als Förderlizenzspieler auch in Bremerhaven zum Einsatz kommen sollten. Dennoch retteten sich die Scorpions erst am letzten Spieltag der Vorrunde auf einen Nichtabstiegsplatz und vermieden somit die erneute Play-down-Teilnahme. In der folgenden Spielzeit erreichten das Team hingegen erstmals seit fünf Jahren wieder die Play-offs, in dem es nach einem Sieg in sieben Spielen über den ERC Ingolstadt erneut ins Halbfinale einzog, dort aber am späteren Meister Eisbären Berlin scheiterte.

### Verpflichtung Hans Zachs und Aufstieg zur Spitzenmannschaft (2006 bis 2011)
| Saison  | Liga | Hauptrunde | Play-offs         |
| ------- | ---- | ---------- | ----------------- |
| 2006/07 | DEL  | 6. Platz   | Viertelfinale     |
| 2007/08 | DEL  | 8. Platz   | Qualifikation     |
| 2008/09 | DEL  | 2. Platz   | Halbfinale        |
| 2009/10 | DEL  | 4. Platz   | Deutscher Meister |
| 2010/11 | DEL  | 5. Platz   | Viertelfinale     |

Mit der deutschen Trainerlegende Hans Zach konnten die Scorpions zur Saison 2006/07 einen prominenten Neuzugang abseits des Eises vorstellen. Neben respektablen Siegen gegen die Spitzenteams musste die Mannschaft allerdings auch mit ihrem neuen Trainer zunächst einige Rückschläge, wie beispielsweise eine deutliche 1:9-Niederlage gegen die Kölner Haie, einstecken. Am Ende erreichte das Team die direkte Qualifikation für die Play-offs, scheiterte dort jedoch trotz zwei Siegen zu Beginn der Serie mit 2:4 Spielen an den Sinupret Ice Tigers. Die Vorrunde der Saison 2007/08 beendeten die Scorpions auf dem achten Platz, verpassten die Qualifikation für die Endrunde jedoch in den Vor-Play-offs gegen die neuntplatzierten DEG Metro Stars. Im entscheidenden dritten Spiel fiel erst nach 91 Minuten und 44 Sekunden in der 2. Verlängerung der Siegtreffer für die Gäste, was inzwischen das drittlängste Spiel der DEL-Geschichte darstellt.
Erfolgreicher konnten sich die Scorpions hingegen im Deutschen Eishockey-Pokal präsentieren, wo die Mannschaft erst im Halbfinale gegen die Frankfurt Lions unterlag. In der Saison 2008/09 konnten sie diesen Erfolg noch übertreffen, als nach einem Sieg über die Kassel Huskies der Einzug ins Finale erfolgte, das Team dort allerdings gegen die Grizzly Adams Wolfsburg unterlag. Die reguläre Spielzeit 2008/09 beendeten die Scorpions auf dem zweiten Rang und mussten sich in den anschließenden Play-offs im fünften Spiel des Halbfinales den DEG Metro Stars geschlagen geben.
Im Jahr 2010 gelang den Scorpions zum ersten Mal in der Vereinsgeschichte die deutsche Meisterschaft, nach einer 3:0 Play-off-Serie gegen die Augsburger Panther. In der Saison 2010/11 schieden die Hannoveraner im Viertelfinale aus.

### Sportlicher Misserfolg und Verkauf der DEL-Lizenz (2011 bis 2013)
| Saison  | Liga | Hauptrunde | Play-offs |
| ------- | ---- | ---------- | --------- |
| 2011/12 | DEL  | 14. Platz  | –         |
| 2012/13 | DEL  | 11. Platz  | –         |

In der Saison 2011/12 belegten die Scorpions den 14. und damit letzten Platz. Damit verpassten sie erstmals seit der Saison 2004/05 wieder die Qualifikation für die Play-offs. In der Saison 2012/13 entschied sich Thomas Greiss, aufgrund des am 15. September 2012 begonnenen NHL Lockouts, für eine Zeit bei den Scorpions. Der Torhüter, der eigentlich dem Team der San Jose Sharks angehörte, unterschrieb im November für die Dauer des Lockouts einen Vertrag in Hannover. Bei den Niedersachsen kam Greiss abwechselnd mit dem Stammtorhüter Dimitri Pätzold zum Einsatz. Insgesamt absolvierte er bis zum Ende des Lockouts am 6. Januar 2013 neun Partien für die Scorpions. Dennoch belegten die Scorpions nur den 11. Platz und konnten sich damit erneut nicht für die Play-offs qualifizieren. Am 23. Mai 2013 gaben die Scorpions bekannt, ihre DEL-Lizenz an den Vizemeister der 2. Bundesliga, die Schwenninger Wild Wings zu verkaufen.
Öffentlich wurde ein Zusammenhang hergestellt mit einer Entscheidung der Deutschen Messe AG zur Modernisierung weiterer Messehallen vor dem Hintergrund eines bereits Jahre andauernden Verlustgeschäftes durch den Arena-Betreiber.
Nach dem Verkauf der DEL-Lizenz wurde eine neue Mannschaft Hannover Scorpions – organisiert durch die Hannover Scorpions Eishallen- und Spielbetriebs GmbH – gegründet, die ihre Teilnahmeberechtigung für die Oberliga Nord vom Verein SC Langenhagen übernahm.

## Bedeutende frühere Mannschaften

### Meister 1. Liga 1996
| Position      | Name |
| Tor:          | Marcus Beeck, Andrei Hanisz, Marco Herbst |
| Verteidigung: | Antonio Fonso, Vladimír Macholda, Jirko Seib, Heinrich Synowietz, Paul Synowietz, Peter Willmann                                                                   |
| Sturm:        | Matthias Ballach, Laszlo Csata, Gary Cummins, Markus Menschig, Larry Mitchell, Jari Pasanen, Lars Reinke, Gary Schwindt, Leonard Soccio, Jürgen Trattner, Joe West |
| Trainer:      | Kevin Gaudet |

### Deutscher Meister 2010
| Position      | Name |
| Tor:          | Travis Scott, Levente Szuper, Youri Ziffzer |
| Verteidigung: | Aris Brimanis, Sascha Goc, Rainer-Georg Köttstorfer, Patrick Köppchen, Nikolai Goc, André Reiss, Peter Baumgartner                                                                                                  |
| Sturm:        | Thomas Dolak, Chris Herperger, Klaus Kathan, Tore Vikingstad, Adam Mitchell, Martin Hlinka, Garrett Festerling, Sachar Blank, David Wolf, Tino Boos, Nikolaus Mondt, Ben Cottreau, Matt Dzieduszycki, Marvin Krüger |
| Trainer:      | Hans Zach; Christian Künast |

## Spieler

### Gesperrte Trikotnummern
Bislang wurden die Rückennummern von drei Spielern aufgrund ihrer Verdienste für den Verein „gesperrt“, das heißt, sie werden nicht mehr an aktive Spieler vergeben. Zur Erinnerung an die Ausgezeichneten wurden Banner mit den entsprechenden Nummern unter dem Dach der TUI Arena angebracht.
| Joe West (Sturm, 1992–1994, 1995–2001)                | Joe West (Sturm, 1992–1994, 1995–2001) | Leonard Soccio (Sturm, 1994–2006)                     | Leonard Soccio (Sturm, 1994–2006) |
| Banner mit der Nummer 10 unter dem Dach der TUI Arena | Der gebürtige Kanadier spielte von 1992 bis 1994 für den ESC Wedemark in der Oberliga und wechselte anschließend zum Heilbronner EC, kehrte allerdings schon nach einem Jahr zu den Niedersachsen zurück. In der Saison 1997/98 wurde der Flügelstürmer mit 50 Punkten Topscorer der Deutschen Eishockey Liga und erreichte mit den Scorpions das Play-off-Viertelfinale. In seinem letzten Profijahr 2001 scheiterte West mit Hannover schließlich erst im Halbfinale. | Banner mit der Nummer 20 unter dem Dach der TUI Arena | Der Angreifer spielte in der DEL ausschließlich für die Wedemark beziehungsweise Hannover Scorpions, zu denen er 1994 aus Kanada gewechselt war und für die er in 505 DEL-Spielen 492 Scorerpunkte erzielte. Soccio ist bis heute Rekordspieler, bester Torschütze, Vorlagengeber und Scorer in der Vereinsgeschichte der Scorpions und zugleich Spieler mit den meisten Strafminuten. Mit den Niedersachsen erreichte der Kanadier mit deutscher Staatsangehörigkeit zudem in den Jahren 2001 und 2006 das Halbfinale der Play-offs. |

### Mitglieder der Hockey Hall of Fame Deutschland
In die „Hall of Fame“ des deutschen Eishockeymuseums werden Persönlichkeiten aufgenommen, die sich um den Eishockeysport in Deutschland verdient gemacht haben. Von den aufgenommenen Akteuren wirkten oder wirken in Hannover:
(Teamzugehörigkeit und Position in Klammern)
| - Friedhelm Bögelsack (Funktionär) Bögelsack war während seiner aktiven Zeit einer der erfolgreichsten Eishockeyspieler der DDR, für die er 188 A-Länderspiele bestritt. Mit dem SC Dynamo Berlin wurde der Angreifer 14-mal DDR-Meister und beendete seine Karriere beim EC in Hannover. Heute ist der gebürtige Greifswalder in der Organisation des Lokalrivalen Hannover Scorpions tätig. | - Dieter Frenzel (2001–2002, Trainer) Der Verteidiger wurde mit dem SC Dynamo Berlin insgesamt elfmal DDR-Meister und absolvierte 296 Länderspiele für die ostdeutsche Nationalmannschaft. Nach der Wiedervereinigung stand Frenzel beim EC Ratingen in der Eishockey-Bundesliga sowie für verschiedene Zweitligisten auf dem Eis und war anschließend als Trainer tätig, unter anderem in der Saison 2001/02 bei den Hannover Scorpions. | - Hans Zach (2006–2010, Trainer) Während seiner aktiven Zeit absolvierte Zach 668 Bundesligaspiele und wurde 1982 mit dem SB Rosenheim Deutscher Meister. Anschließend trainierte er verschiedene Erstligisten, unter anderem die Düsseldorfer EG, mit denen er drei Meistertitel feiern konnte. Der Bundestrainer von 1998 bis 2004 wechselte 2006 von den Kölner Haien nach Hannover, wo sein Vertrag nach der Spielzeit 2009/2010 auslief. |

### Vereinsinterne Rekorde
Folgende Spieler konnten seit der Zugehörigkeit der Scorpions zur DEL diverse vereinsinterne Rekorde aufstellen:
| Rekordspieler |                  |        |
| Platz         | Spieler          | Spiele |
| 1.            | Leonard Soccio   | 505    |
| 2.            | Thomas Dolak     | 457    |
| 3.            | Patrick Köppchen | 384    |
| 4.            | Sascha Goc       | 371    |
| 5.            | Martin Hlinka    | 352    |

| Top-Scorer |                |        |
| Platz      | Spieler        | Punkte |
| 1.         | Leonard Soccio | 492    |
| 2.         | Thomas Dolak   | 306    |
| 3.         | Sascha Goc     | 297    |
| 4.         | David Haas     | 215    |
| 5.         | Mattias Lööf   | 198    |

| Top-Torschützen |                 |      |
| Platz           | Spieler         | Tore |
| 1.              | Leonard Soccio  | 156  |
| 2.              | Sascha Goc      | 131  |
| 3.              | Thomas Dolak    | 107  |
| 4.              | David Haas      | 98   |
| 5.              | Wally Schreiber | 75   |

| Top-Vorlagengeber |                 |          |
| Platz             | Spieler         | Vorlagen |
| 1.                | Leonard Soccio  | 336      |
| 2.                | Thomas Dolak    | 199      |
| 3.                | Sascha Goc      | 166      |
| 4.                | Tore Vikingstad | 141      |
| 5.                | Mattias Lööf    | 130      |

| Strafminuten |                |         |
| Platz        | Spieler        | Minuten |
| 1.           | Leonard Soccio | 760     |
| 2.           | Sascha Goc     | 745     |
| 3.           | David Haas     | 669     |
| 4.           | Martin Hlinka  | 459     |
| 5.           | Dan Lambert    | 429     |

(alle Statistiken befinden sich auf dem Stand zum Ende der Saison 2011/12)

### Weitere bedeutende (ehemalige) Spieler
(Teamzugehörigkeit und Position in Klammern)
| - Tore Vikingstad (2008–2011, Sturm) Der Norweger spielte sieben Jahre für die DEG Metro Stars und wurde 2005 gemeinsam mit Dave McLlwain Topscorer der Saison 2005/06. Des Weiteren nahm er mit der norwegischen Nationalmannschaft an insgesamt neun Weltmeisterschaften teil. | - Sascha Goc (seit 2005, Verteidigung) Goc absolvierte 22 Spiele in der NHL für die New Jersey Devils und die Tampa Bay Lightning und zudem über 300 DEL-Spiele, in denen er 116 Scorerpunkte erzielen konnte. Er ist der ältere Bruder von Marcel und Nikolai, die beide ebenfalls Eishockeyprofis sind. | - Wally Schreiber (1999–2003, Sturm) Der Angreifer nahm mit der kanadischen Nationalmannschaft an den Olympischen Winterspielen 1994 teil und gewann dabei die Silbermedaille. Zudem absolvierte er 41 NHL-Spiele für die Minnesota North Stars.                             | - Dan Lambert (2004–2009, Verteidigung) Lambert ist ehemaliger NHL-Spieler und ging dort unter anderem für die Quebec Nordiques aufs Eis. Der Verteidiger wurde 2003 Deutscher Meister mit den Krefeld Pinguinen und gewann zudem die Goldmedaille mit der kanadischen Nationalmannschaft bei der Junioren-Weltmeisterschaft 1991. |
| - Mark Pederson (2001–2002, Sturm) Der Kanadier wurde während des NHL Entry Draft 1986 in der ersten Runde an insgesamt 15. Stelle ausgewählt und spielte anschließend für mehrere NHL-Teams, darunter für die Montreal Canadiens und die Detroit Red Wings. | - Trevor Kidd (2005–2006, Tor) Kidd kam auf insgesamt 397 NHL-Einsätze, unter anderem für die Calgary Flames und die Florida Panthers. Der Torhüter beendete seine Karriere im Jahr 2006 nach dem Halbfinaleinzug mit den Scorpions und führt nun das Unternehmen „Mountain Bean Coffee Co“.              | - Paul Mara (2004–2005, Verteidigung) Der Kanadier spielte während des NHL-Lockout 2004 bei den Scorpions und stand unter anderem bei den Tampa Bay Lightning und den Phoenix Coyotes unter Vertrag. Heute (2014) geht er für die New York Rangers in der NHL aufs Eis.      | - Robert Hock (2004–2006, Sturm) Der gebürtige Tscheche erreichte mit den Hannover Scorpions in der Saison 2005/06 das Play-off-Halbfinale. Mit 87 Scorerpunkten in 56 Spielen wurde er im Jahr 2008 Topscorer der DEL vor dem Berliner Steve Walker. Derzeit (2018) spielt er für den Ligakonkurrenten Iserlohn Roosters.         |
| - Gary Leeman (1997–1999, Verteidigung) Leeman war langjähriger NHL-Spieler und stand dort unter anderem für die Toronto Maple Leafs auf dem Eis. In der Spielzeit 1989/90 war der Kanadier Topscorer seines Teams und wurde für das NHL All-Star Game 1989 nominiert. In 54 Spielen erzielte der Abwehrspieler 56 Scorerpunkte für die Scorpions, bei denen er nach der Saison 1998/99 seine Eishockeykarriere beendete. | - Todd Simpson (2006–2007, Verteidigung) Der Kanadier spielte in seiner Karriere unter anderem für die Mighty Ducks of Anaheim, die Chicago Blackhawks und die Montreal Canadiens. Im Jahr 2007 beendete er seine Karriere nach einer Spielzeit bei den Scorpions.                                        | - Todd Warriner (2005–2007, Sturm) Der Angreifer stand mehrmals im Kader der kanadischen Nationalmannschaft, mit der er bei den Olympischen Winterspielen 1994 die Silbermedaille gewinnen konnte. Mit den Kölner Haien erreichte Warriner im Jahr 2007 das Play-off-Finale. | |

### Teilnahmen von Spielern am All-Star-Game
Einige Spieler der Hannover Scorpions wurden für das DEL All-Star-Game nominiert, ein Freundschaftsspiel, welches von 1998 bis 2009 jährlich stattfand und in dem die herausragendsten Spieler der Deutschen Eishockey Liga gegeneinander antraten.
| Teilnahmen am All-Star-Game während der Teamzugehörigkeit |             |                  |                    |
| Name                                                      | Position    | Teilnahme(n)     | Team               |
| Patrik Augusta                                            | Stürmer     | 2004             | DEL All-Stars      |
| Tino Boos                                                 | Stürmer     | 2009             | Europa             |
| Thomas Dolak                                              | Stürmer     | 2004             | Deutschland        |
| Sascha Goc                                                | Verteidiger | 2007             | Europa             |
| Chris Herperger                                           | Stürmer     | 2007, 2009       | Nordamerika        |
| Robert Hock                                               | Stürmer     | 2005             | Deutschland        |
| Alexander Jung                                            | Torhüter    | 2007             | Europa             |
| Trevor Kidd                                               | Torhüter    | 2006             | DEL All-Stars      |
| Patrick Köppchen                                          | Verteidiger | 2005 2008, 2009  | Deutschland Europa |
| Dan Lambert                                               | Verteidiger | 2005             | DEL All-Stars      |
| Andreas Morczinietz                                       | Stürmer     | 2005             | Deutschland        |
| Wally Schreiber                                           | Stürmer     | 2003             | DEL All-Stars      |
| Len Soccio                                                | Stürmer     | 2000, 2002, 2004 | Deutschland        |
| Tore Vikingstad                                           | Stürmer     | 2009             | Europa             |

## Trainer
| Bisherige Trainer |                  |            |                      |
| 1977–1978         | Puskas           | 2001       | Olle Öst             |
| 1978–1981         | Sepp Sappl       | 2001*      | Dieter Frenzel       |
| 1981–1982         | Jaroslav Dolezel | 2001*      | Peter Ihnačák        |
| 1982–1983         | Danny Cuoto      | 2001–2002* | Christer Abrahamsson |
| 1983–1985         | Sepp Sappl       | 2002–2003* | Paulin Bordeleau     |
| 1985–1987         | Andrew Koelling  | 2003*      | Mats Weiderstal      |
| 1988–1991         | Jari Pasanen     | 2003–2004* | Gunnar Leidborg      |
| 1987–1988         | Ralf Mackensen   | 2004–2006  | Kevin Gaudet         |
| 1991–2000*        | Kevin Gaudet     | 2006–2010  | Hans Zach            |
| 2000*             | Curt Lindström   | 2010–2012  | Anton Krinner        |
| 2000–2001*        | Kevin Gaudet     | 2012–2013  | Igor Pawlow          |

* Trainerwechsel während der laufenden Saison
Seit der Gründung des ESC Wedemark im Jahr 1975 trainierten bis heute 20 Trainer aus acht Nationen die Mannschaften des Vereins. Der erste hauptamtliche Übungsleiter der neuen Eishockeymannschaft war zu Beginn der Saison 1977/78, als erstmals eine Mannschaft am regulären Ligenbetrieb teilnahm, der Rumäne Puskas, der das Amt 1978 an Sepp Sappl, den ersten deutschen Trainer des ESC Wedemarks, übergab. Schweden und Deutschland sind heute die Länder, aus denen die meisten Trainer der Hannover Scorpions kamen. Fünf Übungsleiter standen aus diesen Ländern jeweils unter Vertrag bei den Niedersachsen.
Auf die längste Amtszeit in Hannover kann der Kanadier Kevin Gaudet zurückblicken, der zwischen 1991 und 2000 die Mannschaft trainierte und das Team dabei von der Oberliga in die Deutsche Eishockey Liga führte. Gaudet ist zudem gemessen an Titeln der bisher erfolgreichste Trainer der Scorpions, mit denen er im Jahr 1996 die Meisterschaft der damals zweitklassigen „1. Liga“ feiern konnte. Der Kanadier kann zudem auf die meisten Amtszeiten in Hannover zurückblicken, da er sowohl zu Beginn der Saison 2000/01 als auch von 2004 bis 2006 auf die Trainerbank zurückkehrte. In der letzten gemeinsamen Spielzeit erreichte Kevin Gaudet mit den Scorpions das Play-off-Halbfinale. Ebenfalls erfolgreich verliefen die Engagements von Olle Öst und Hans Zach, in deren Mittelpunkt das Erreichen des Play-off-Halbfinales 2001 beziehungsweise des Pokalfinales 2009 stand.
Hans Zach übernahm das Amt des Trainers zu Beginn der Saison 2005/06 von seinem Vorgänger Kevin Gaudet. Er führte die Mannschaft der Scorpions in der Saison 2008/09 nach einem zweiten Tabellenrang in der Hauptrunde ins Play-off-Halbfinale. Dies war die bis dahin erfolgreichste Spielzeit in der Klubgeschichte der Niedersachsen. Der ehemalige Bundestrainer wurde dabei vom ehemaligen Torhüter und Assistenztrainer Christian Künast unterstützt. In der Saison 2009/10 gewann er mit den Scorpions die deutsche Meisterschaft. Mit diesem Erfolg beendete Hans Zach auch seine Karriere als Trainer.
Nach der Ära Hans Zach hatten sich die Niedersachsen für Anton Krinner als neuen Chef an der Bande entschieden. Nachdem die Mannschaft in der Saison 2011/12 die Play-offs nicht erreicht hatte, wurde er am 11. März 2012 entlassen.

## Stammverein

### ESC Wedemark / ESC Hannover Scorpions (bis 2008)
Nach dem Aufstieg in die höchste deutsche Spielklasse 1996 wurde die Profimannschaft in eine Gesellschaft mit beschränkter Haftung aus dem 1975 gegründeten ESC Wedemark ausgegliedert. Nach der Namensänderung des DEL-Vereins im Jahr 1997 in Hannover Scorpions wurde auch der Stammverein 2006 in ESC Hannover umbenannt und trug in der Folge ebenfalls den Beinamen „Scorpions“. Nach der Umbenennung wurden von Spielern der 1. Mannschaft der Eishockeyclub Wedemark gegründet, der als EC Wedemark Farmers – zuerst als Kooperationspartner des ESC – am Spielbetrieb bis 2008 teilnahm. 2008 wurde aus dem Eishockeyclub Wedemark der Eis Club Wedemark, der 2008 bis 2012 zuerst als EC Wedemark Scorpions und von 2012 bis 2016 zusammen mit dem SC Langenhagen als SG United North Stars am Spielbetrieb teilnahm.
Bis 2008 waren die Jugend-, Frauen- und Amateurmannschaften der Scorpions im „ESC Hannover“ organisiert, dessen Jugendmannschaften unter dem Namen YoungScorpions, das Frauenteam als LadyScorpions sowie die Hobbymannschaft als SeniorScorpions aufs Eis gehen. Zudem nahm in der Saison 2008/09 eine Amateurmannschaft des ESC Hannover unter dem Namen Langenhagen Jets am Spielbetrieb der viertklassigen Regionalliga Nord teil. Ihre Spiele trugen die Mannschaften des ESC Hannover in der Eishalle Langenhagen aus.

### ESC Wedemark Scorpions (2008–2010)
Nach Streitigkeiten zwischen der Führung der Hannover Scorpions und der Nachwuchsabteilung des ESC Hannover, gründete sich im April 2008 um den langjährigen Besitzer des DEL-Teams, Jochen Haselbacher, sowie Scorpions-Geschäftsführer Marco Stichnoth der neue Stammverein „ESC Wedemark Scorpions“, der unter der Leitung des ehemaligen DDR-Nationalspielers Friedhelm Bögelsack ausschließlich für die Jugendarbeit des DEL-Teams verantwortlich war. Zunächst startete die Abteilung nur mit Bambini-, Kleinschüler- und Knabenmannschaften.

### Junior Jets SCL (ab 2010)
Ohne Angabe von Gründen wurde die Nachwuchsarbeit ab Saison 2010/2011 von Scorpions-Geschäftsführer Marco Stichnoth vom ESC Wedemark Scorpions auf die Junior Jets des SC Langenhagen als Nachwuchs Kooperationspartner der Hannover Scorpions übertragen.
Dort trainiert der Nachwuchs unter Leitung des ehemaligen Scorpions-Spielers Leonard Soccio.

### Sledge-Eishockey
Die Sledge-Eishockeyabteilung der Hannover Scorpions gewann zwischen 2000 und 2007 achtmal in Folge die Meisterschaft der Deutschen Sledge-Eishockey Liga und war damit das erfolgreichste Team der paralympischen Sportart in Deutschland. Gegründet wurde der Bereich als RSG Hannover '94 als erster Sledge-Eishockeyclub des Landes. Im Sommer 2008 siedelte die Sledge-Eishockeyabteilung zum SC Langenhagen um und setzt ihren Spielbetrieb dort als Ice Lions Langenhagen fort.

## Spielstätte

### Ice House Mellendorf
Der ESC Wedemark sowie alle nachfolgenden Vereine spielten bis 2001 im „Ice House“, dem ehemaligen Eisstadion Mellendorf im gleichnamigen Ortsteil der Gemeinde Wedemark. Das Stadion wurde 1974 als Freilufteisfläche errichtet und 1977 erstmals mit einem Dach und Zuschauertribünen ausgestattet, sodass die Zuschauerkapazität auf 1200 gesteigert werden konnte. Nach der letzten Renovierung im Jahr 1995 bietet die Arena 3800 Zuschauern Platz und wird vom DEL-Team der Hannover Scorpions inzwischen für Trainingseinheiten genutzt. Die Mannschaften der 2008 gegründeten ESC Wedemark Scorpions tragen hingegen wieder ihre Heimspiele im Ice House aus.

### TUI Arena

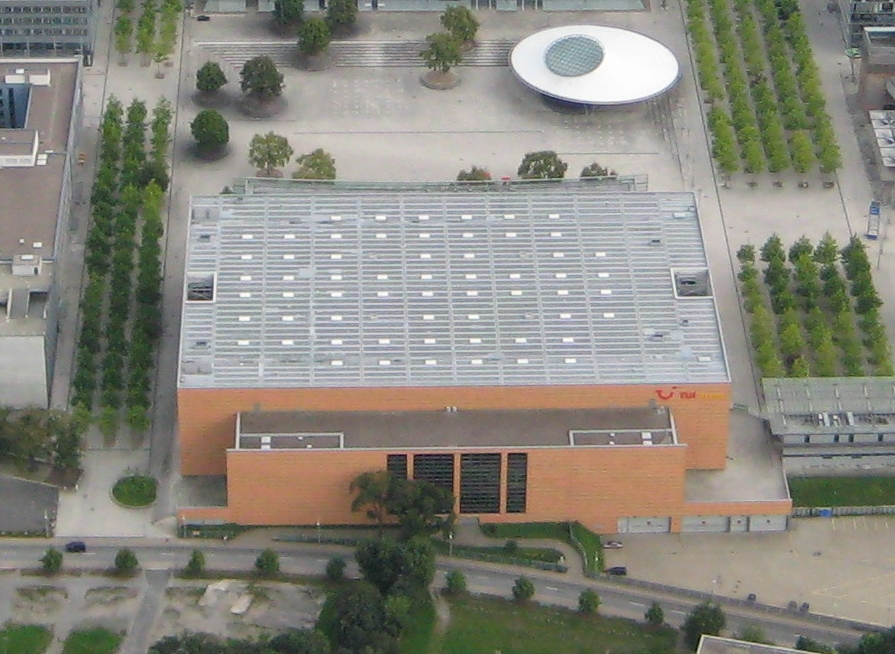
Luftansicht der TUI Arena auf dem Expo-Gelände

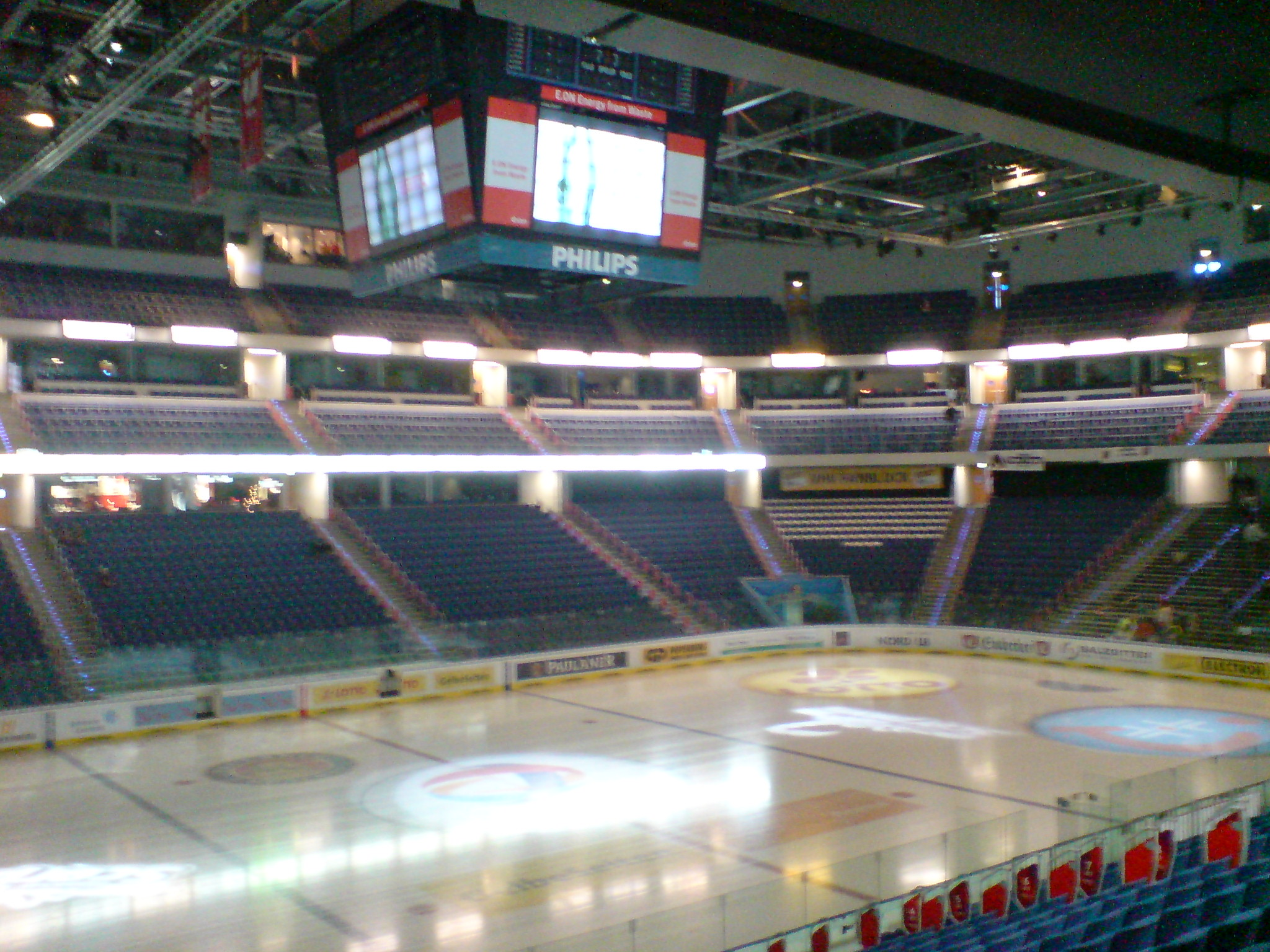
Innenraum der TUI Arena

Zur Spielzeit 2001/02 zogen die Hannover Scorpions in die auf dem Gelände der EXPO 2000 neu errichtete Preussag Arena um. Mit Umbenennung des Namensgebers Preussag in TUI AG verlängerte das Unternehmen den Vertrag für die Namensrechte und das Stadion wurde 2005 zur TUI Arena. Sie bietet bei Eishockeyspielen 10.767 Zuschauern Platz und verspricht darüber hinaus besseren Komfort als die vorherige Spielstätte. Zudem ermöglichte der Standort mehr Zuschauereinnahmen für den Verein. Nachdem das Team in die neue Arena umgezogen war, verdoppelte sich der Zuschauerschnitt auf 5051. In den darauffolgenden beiden Jahren sank dieser Schnitt zwar, konnte allerdings 2006 sowie 2007 auf einen Rekordschnitt gesteigert werden, als durchschnittlich 6.186 Fans zu den Heimspielen der Hannover Scorpions kamen. Nach einem weiteren Einbruch und einer Erholung des Zuschauerschnitts sank er in den letzten vier Jahren kontinuierlich von 5527 auf 3114 Zuschauer im Jahr 2013, in dem sie den Nutzungsvertrag nicht mehr verlängerten.
| Zuschauerstatistik der letzten Jahre |             |                     |
| Saison                               | Heimspiele1 | Zuschauer pro Spiel |
| 2012/13                              | 26 (26 / -) | 3114                |
| 2011/12                              | 26 (26 / -) | 3847                |
| 2010/11                              | 28 (26 / 2) | 4353                |
| 2009/10                              | 35 (28 / 7) | 5074                |
| 2008/09                              | 32 (26 / 6) | 5527                |
| 2007/08                              | 30 (28 / 2) | 4746                |
| 2006/07                              | 29 (26 / 3) | 6186                |
| 2005/06                              | 29 (26 / 3) | 6186                |
| 2004/05                              | 26 (26 / -) | 4711                |
| 2003/04                              | 29 (26 / 3) | 3506                |

1Die in den Klammern angegebenen Zahlen, stehen für die Heimspiele während der Saison und der Play-offs.

## Vereinskultur

### Fans und Rivalitäten
Es gibt sechzehn offizielle Fanclubs der Hannover Scorpions, die zum größten Teil im Großraum Hannover angesiedelt sind.
Seit den Gründungsjahren des Vereins existiert eine Rivalität zwischen den Fans der Scorpions und den Anhängern des im Eisstadion am Pferdeturm spielenden EC Hannover, den heutigen Hannover Indians. Mit der Änderung des sportlichen Kräfteverhältnis durch den Abstieg des EC in Hannover aus der DEL und dem gleichzeitigen Aufstieg der Wedemark Scorpions in die höchste deutsche Eishockeyklasse 1996 sowie dem Umzug der Scorpions nach Hannover wurde diese Rivalität verstärkt, da sich die Anhänger der Indians bis heute als wahrer „Hannoverscher Eishockeyclub“ betrachten und in den Scorpions eine starke Kommerzialisierung und einen Identitätsverlust für die Sportart in Hannover sehen. Dies führt dazu, dass alljährliche Vorbereitungsspiele im Vorfeld der Saison trotz des zwischenzeitlichen Klassenunterschieds von drei Ligen von beiden Seiten stark emotional geprägt sind.
In der Saison 2009/10 schlugen die Hannover Scorpions ein neues Kapitel sportlicher Zusammenarbeit mit den Hannover Indians auf, als der damalige Scorpions-Backup Youri Ziffzer mit einer Förderlizenz für die Hannover Indians ausgestattet wurde. In der Folgesaison 2010/11 revanchierten sich die Hannover Indians, als die verletzungsbedingt ohne Torwart dastehenden Hannover Scorpions den Indians-Goalie Jonas Langmann ebenfalls mit einer Förderlizenz ausstatten durften. Daraus folgend ist eine vorsichtige Annäherung auch unter den Fans zu beobachten.
Aufgrund der regionalen Nähe werden die Spiele der Scorpions gegen die Grizzly Adams Wolfsburg und die Hamburg Freezers von den Medien oftmals als Niedersachsen- oder Nord-Derby bezeichnet, jedoch besitzen diese Partien in Hannover keinen ähnlich hohen Stellenwert wie der Stadtpokal.

### Partnerschaften
Seit der Spielzeit 2004/05 arbeiteten die Scorpions mit dem REV Bremerhaven in der 2. Bundesliga zusammen. Nach den Regeln des Deutschen Eishockey-Bunds konnten Mannschaften der DEL eine Förderlizenz an Spieler unter 25 Jahren geben, wodurch diese für einen weiteren Verein in einer tiefklassigeren Liga spielberechtigt sind. Ein Großteil der mit einer solchen Förderlizenz ausgestatteten Nachwuchsspieler wurden seitdem nach Bremerhaven geschickt, um langsam an die höchste deutsche Eishockeyklasse herangeführt zu werden, während sie selbst den Zweitligisten spielerisch verstärken.
Zudem kooperieren die Hannover Scorpions mit Schulen aus der Region, die im Rahmen einer „Fanschule“ die TUI Arena besuchen können, wobei der Aufenthalt der Schulklassen mit lernorientierten Inhalten verbunden wird. Zudem besuchen Profispieler der Scorpions die Schulen, denen sie als Fanschul-Pate zugeordnet sind. Des Weiteren fungieren die Spieler als Paten von Städten und Gemeinden der Region, die sie zu besonderen Anlässen besuchen und denen sie damit eine Präsentationsplattform bieten.

### Wappen
Das Logo des Vereins wurde seit 1996 mehrfach geändert. Nach dem Aufstieg in die Deutsche Eishockey Liga und der damit verbundenen Ausgliederung der Profimannschaft in eine GmbH erhielt diese ein neues Wappen, welches statt der traditionellen Vereinsfarben blau und gelb die neue Farbkombination rot und schwarz und zudem das neue Wappentier, den Skorpion, verwendete. Nach dem Namensänderung 1997 wurde zunächst der Schriftzug „Wedemark“ unter dem Wappentier durch „Hannover“ ersetzt. Anschließend wurde die Schriftart geändert, da man sich im Streit um Lizenzen mit der Band Scorpions befand, deren Schriftart zuvor verwendet wurde. Das neue Wappen für die Saison 2004/05 sollte aggressiver wirken, woraufhin dem Skorpion ein böser wirkender Blick aufgesetzt und erneut die Schriftart geändert wurde. Außerdem wurde der Buchstabe „H“, seit dieser Zeit zugleich das Alternativlogo der Hannover Scorpions, welches die neue Heimat der Scorpions klarer ins Bewusstsein rücken soll, auf vielen Fanartikeln in bestimmender Weise eingesetzt.

Stammverein ESC Wedemark
Alternativlogo Hannover Scorpions (seit 2004)

### Maskottchen
Das Maskottchen „Scorpi“ ist das dem Wappentier angepasste Maskottchen der Hannover Scorpions. Vor und nach den Spielen der Mannschaft sowie während der Drittelpausen betritt es in Form eines Schlittschuhläufers im Skorpions-Plüschkostüm die Eisfläche, der versucht, mit diversen Animationsaktionen die Stimmung in der Halle zu steigern. Zudem ist das Maskottchen regelmäßiger Bestandteil sonstiger Veranstaltung der Hannover Scorpions sowie des Vereinsmarketings.

### Torhymne
Die Torhymne der Scorpions war das Lied Rama Lama Ding Dong.